# 아시안 게임 이스라엘 선수단
아시안 게임 이스라엘 선수단은 이스라엘 대표로 아시안 게임에 참가했던 선수단이다. 이스라엘은 1954년부터 1974년까지 아시안 게임에 5차례 참가했지만 이슬람권 국가와의 정치적 분쟁으로 인해 축출되었다.

## 종목별 메달 집계
| 경기   | 금 | 은 | 동 | 합계 |
| ------ | -- | -- | -- | ---- |
| 육상   | 11 | 3  | 5  | 19   |
| 농구   | 2  | 1  | 0  | 3    |
| 다이빙 | 1  | 1  | 0  | 2    |
| 펜싱   | 0  | 0  | 1  | 1    |
| 축구   | 0  | 1  | 0  | 1    |
| 사격   | 2  | 4  | 2  | 8    |
| 수영   | 1  | 4  | 6  | 11   |
| 테니스 | 1  | 1  | 1  | 3    |
| 역도   | 0  | 1  | 4  | 5    |
| 합계   | 18 | 16 | 19 | 53   |